# Otholobium acuminatum
Otholobium acuminatum là một loài thực vật có hoa trong họ Đậu. Loài này được (Lam.) C.H.Stirt. miêu tả khoa học đầu tiên.